# (22177) Saotome
(22177) Saotome (2000 XS38) – planetoida z pasa głównego asteroid okrążająca Słońce w ciągu 5,68 lat w średniej odległości 3,18 j.a. Odkryta 6 grudnia 2000 roku.